# Obrzeżek nietoperzowiec
Obrzeżek nietoperzowiec (Argas vespertilionis) – gatunek zbiorowy kleszcza miękkiego z rodziny obrzeżkowatych.  Ciało ciemnozielone, dyskowate o średnicy ok. 7 mm. Urzeźbienie listwy brzeżnej przypomina wyglądem gąsienicę czołgu.  Jak nazwa wskazuje gatunek ten związany jest z nietoperzami i miejscem ich bytowania. Występuje zwłaszcza w jaskiniach oraz dziuplach, gdzie nocują i lęgną się nietoperze. Może również odżywiać się kosztem człowieka i przenosić choroby.